# Grue (cinéma)
Pour les articles homonymes, voir Grue.
Une grue au cinéma  est un système de portage permettant des prises de vues cinématographiques :
- de filmer en hauteur (cas d’un plan en plongée) sans avoir besoin de chercher un promontoire naturel ou le toit d’un immeuble ;
- d’exécuter au cours du plan un mouvement de caméra caractéristique, soit une élévation continue du sol jusqu’au plus haut de la grue, soit au contraire une descente. Sans effectuer ce mouvement, l’engin peut aussi porter la caméra pour effectuer un simple travelling, avant, arrière, ou latéral, au-dessus d’un obstacle qui interdit de le faire parcourir par un chariot (en survolant une foule par exemple, ou tout autre obstacle au sol).

(Avant que se présente la possibilité d’exécuter des mouvements amples avec une caméra télécommandée munie d’une visée vidéo, certains mouvements de bas en haut étaient obtenus à l’aide d’un système tout à fait différent : le plan incliné, où un chariot de travelling, équilibré par une masse du même poids, roulait sur des rails inclinés à 45°, dressés sur un échafaudage métallique)

## Dolly et jib

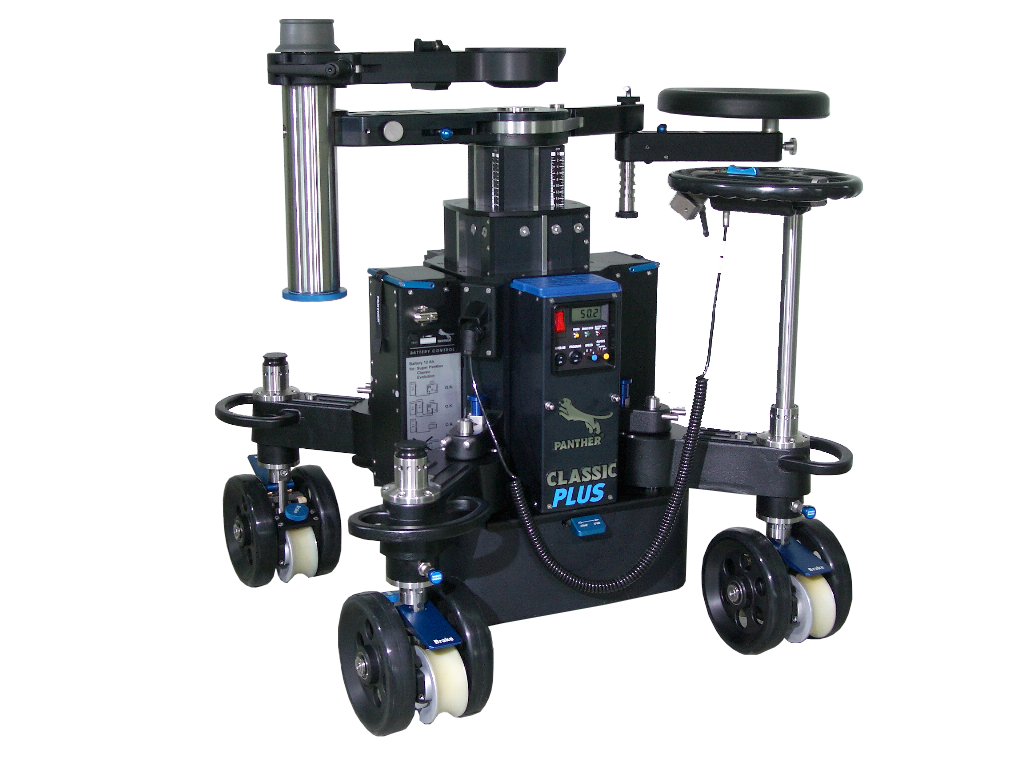
L'une des plus célèbres marques : la Dolly Panther (sans caméra)

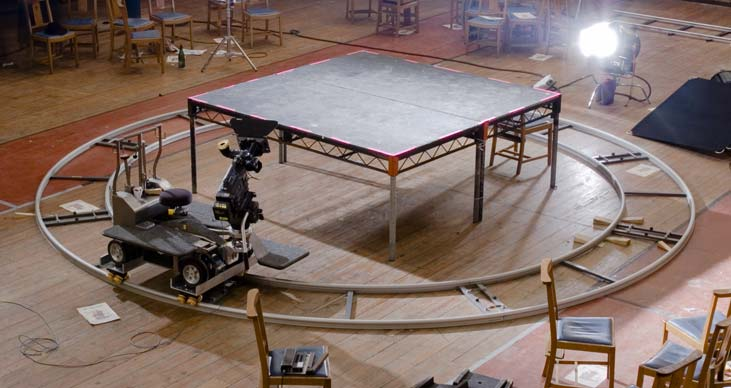
Une autre marque célèbre : la Dolly Fisher en travelling circulaire

- Certains chariots de travelling sont équipés d’un système d’élévation ou de descente de la caméra et offrent ainsi au cadreur une grande facilité pour régler l’axe de prise de vues au niveau du visages des comédiens. Ils se différencient des simples pieds à colonne sur roues car ils permettent également d’effectuer un mouvement de grue pendant la prise de vues grâce à un vérin hydropneumatique, mouvement qui peut porter la caméra au maximum à 1 mètre et demi du sol et sert surtout à recadrer un personnage pour l'accompagner dans ses mouvements (par exemple, se lever ou s'asseoir). On peut aussi leur associer un petit bras à deux flèches, posé à la place de la caméra, ce qu'on appelle d'un terme anglais, (jib), qui augmente la performance du dispositif, la caméra se trouvant alors à l'extrémité d'un bras mobile.

## Grue à plate-forme
« La grue vertigineuse des studios hollywoodiens — très rares sous nos cieux — couvrant des trajectoires très complexes et grimpant jusqu’à dix-huit mètres de hauteur » nécessite une équipe de machinistes renforcée (3 personnes au minimum pour les plus légères) pour son installation et sa manipulation, de par son poids et son encombrement. Elle doit à tout prix respecter certaines règles de calage afin d'assurer la sécurité des personnes à bord et des machinistes au sol.

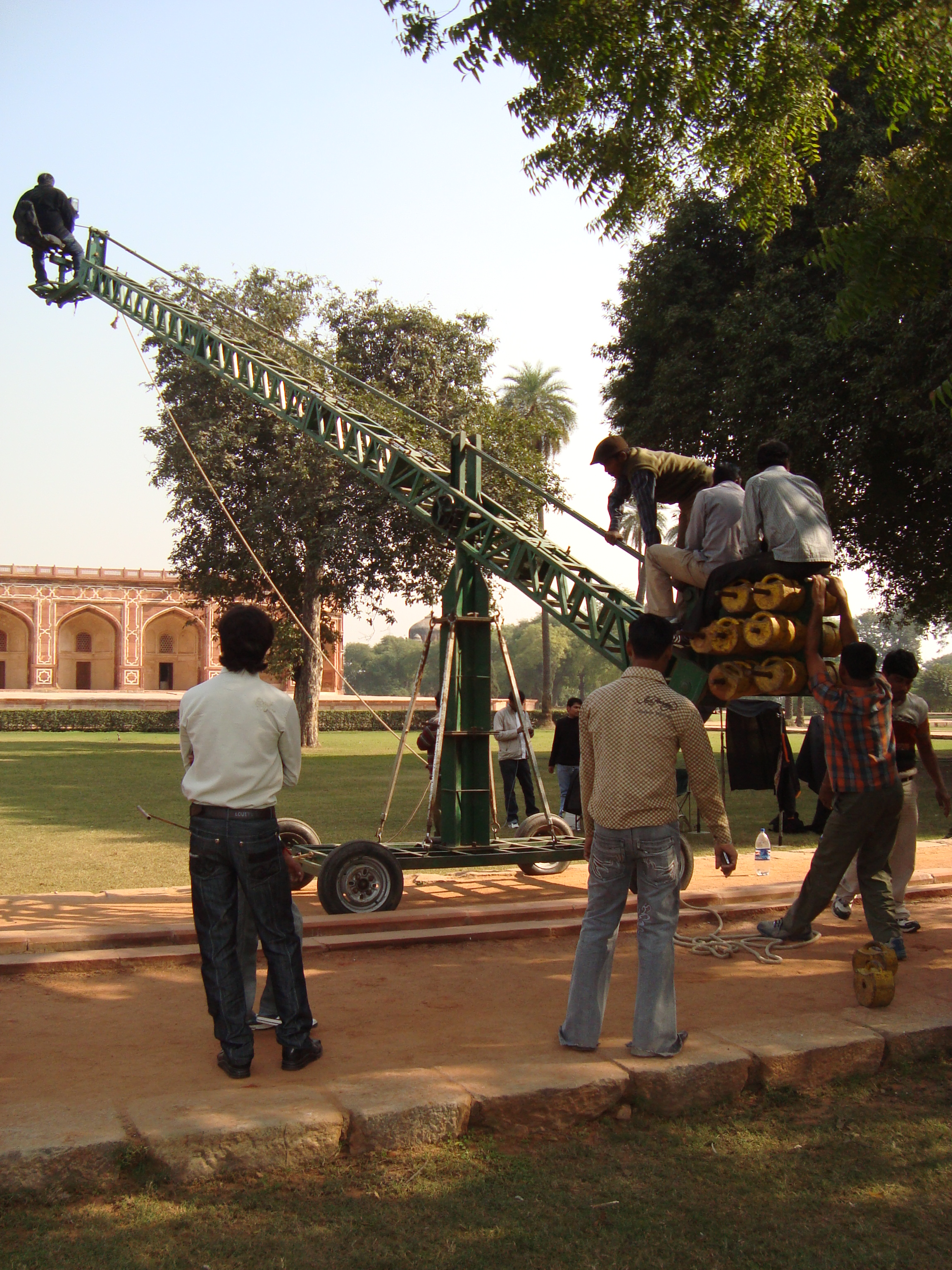
Grue classique à plate-forme, avec une équipe indienne (New Delhi).

La grue à deux flèches est basée sur le principe de la balance Roberval : afin de garder l’horizontalité des plateaux, la balance Roberval est actionnée par un parallélogramme articulé, fléaux et contre-fléaux. De même, la grue de cinéma comporte deux bras dont les extrémités demeurent horizontales et empêchent le renversement de son précieux et fragile chargement grâce à des contre-flèches.
D’inégales longueurs, les deux bras supportent, d’un côté — au bout de la flèche la plus longue, jusqu’à 30 mètres — la caméra et le personnel concerné (le cadreur, le pointeur et parfois le réalisateur ou le directeur de la photographie), de l’autre les contrepoids (les gueuses), installés sur une contre-flèche plus courte dont la commande permet aux machinistes de mettre en mouvement l’ensemble. De plus en plus, pour des raisons de sécurité, la plate-forme accueillant le personnel est remplacée par un support de caméra orientable, télécommandé depuis le sol. Les bras sont souvent haubanés pour conserver leur rigidité tout en permettant de diminuer le poids de leur structure.
L’histoire du cinéma garde en mémoire des mouvements de grue superbes avec l’engin Chapman qui s’était imposé à Hollywood :
« En 1937, dans Jeune et innocent, Alfred Hitchcock nous offre un extraordinaire mouvement de grue. Le film raconte comment un jeune homme est accusé d’un crime qu’il n’a pas commis. Avec sa petite amie, il part à la recherche de l’assassin qui est repérable par un tic, il cligne de l’œil gauche quand il est stressé! Dans un mouvement de grue de soixante et quelques secondes, qui nous mène du hall d’entrée d’un cabaret à la salle où évoluent de nombreux couples, la caméra survole la piste, elle descend progressivement, se dirige vers l’orchestre, des musiciens blancs grimés en noirs, dont elle isole le batteur, s’approche de lui, de plus en plus près, finit par un gros plan très serré de son visage, et soudain… l’homme cligne nerveusement de l’œil gauche. »

## Grue télescopique
Deux types représentent les grues télescopiques :
- Bras tubulaires. La Louma 1 (marque déposée) apparaît dans les années 1975 et c’est une révélation pour le monde du cinéma. Elle porte aisément une caméra 35 mm autosilencieuse, qu’elle peut positionner au départ à quelques centimètres du sol et à l’arrivée à huit mètres de haut. Ses bras sont modulables, mais pas télescopiques, et les éléments s’emboîtent, ne nécessitant pour sa mise en œuvre et sa manipulation qu’un seul machiniste. Le cadreur règle la caméra à distance, devant un pupitre qui comprend un écran vidéo de contrôle, deux manivelles pour effectuer des panoramiques, dotées d’un système automatique de panoramique compensé (« SmartPan ») agissant dans le sens contraire de la levée ou de l’abaissement du bras, et deux commandes de mise au point et de réglage du diaphragme, et éventuellement d’une de zoom.
- Bras rectangulaires télescopiques. Ce type de grues ressortit plus du chariot élévateur de chantier que de la grue de chantier. L’effort de portage est concentré sur un bras élévateur extensible, fait de solides pièces à gabarit rectangulaire, qui s’emboîtent l’une dans l’autre, de la plus large à la plus étroite. Des vérins successifs autorisent le déploiement de ces éléments tout en assurant la rigidité du tout. Au bout du bras, une caméra télécommandée est installée mais certains systèmes autorisent la présence d’un technicien accompagnant la caméra.

Louma a développé un modèle de ce type, la Louma 2, qui offre notamment l’avantage d’avoir tous les câbles d’alimentation intégrés à l’intérieur des éléments, qui ainsi ne pendent pas en dehors  du bras extensible.

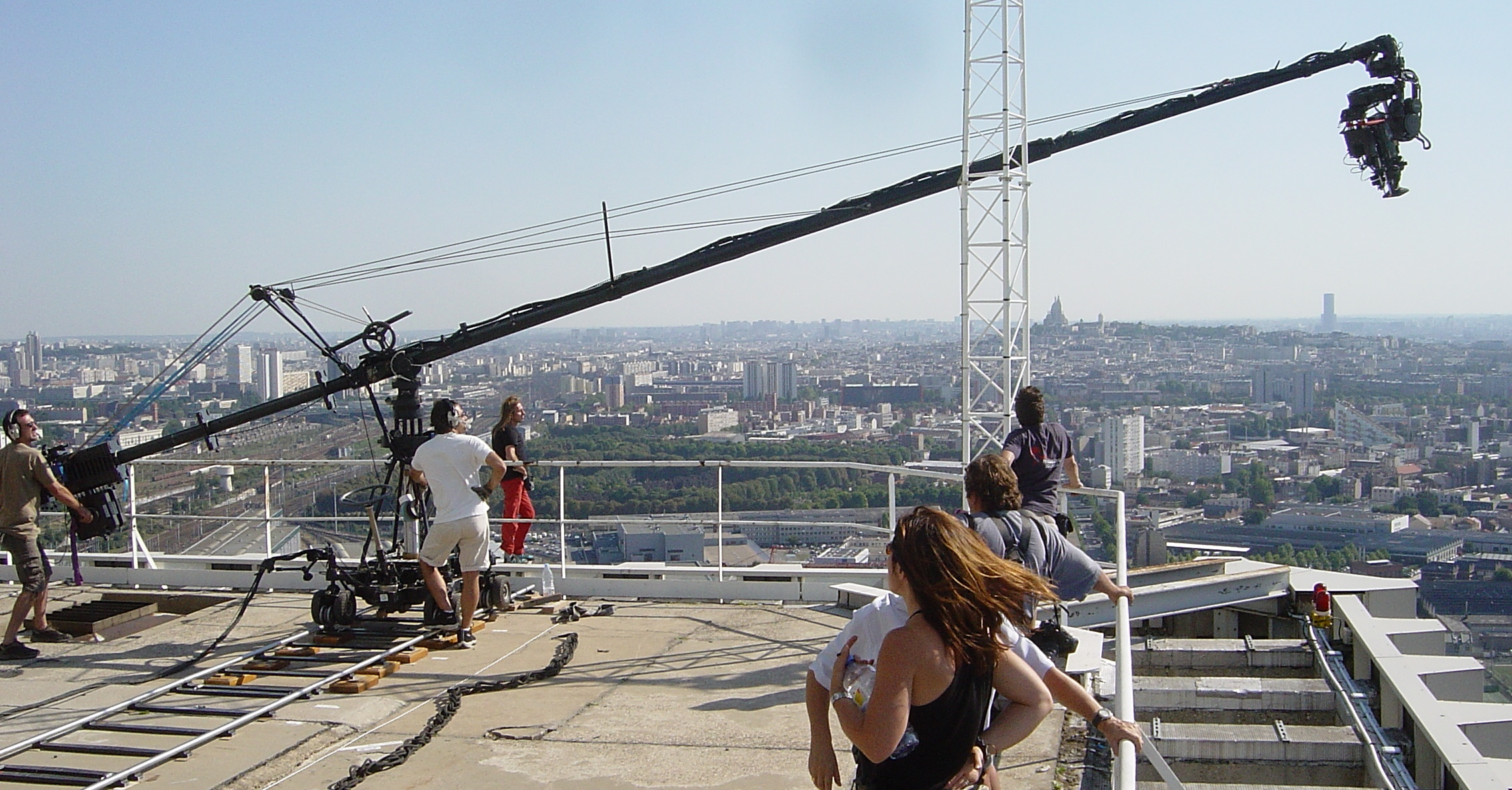
Louma 1 en prise de vues vertigineuse à 90° du sol.
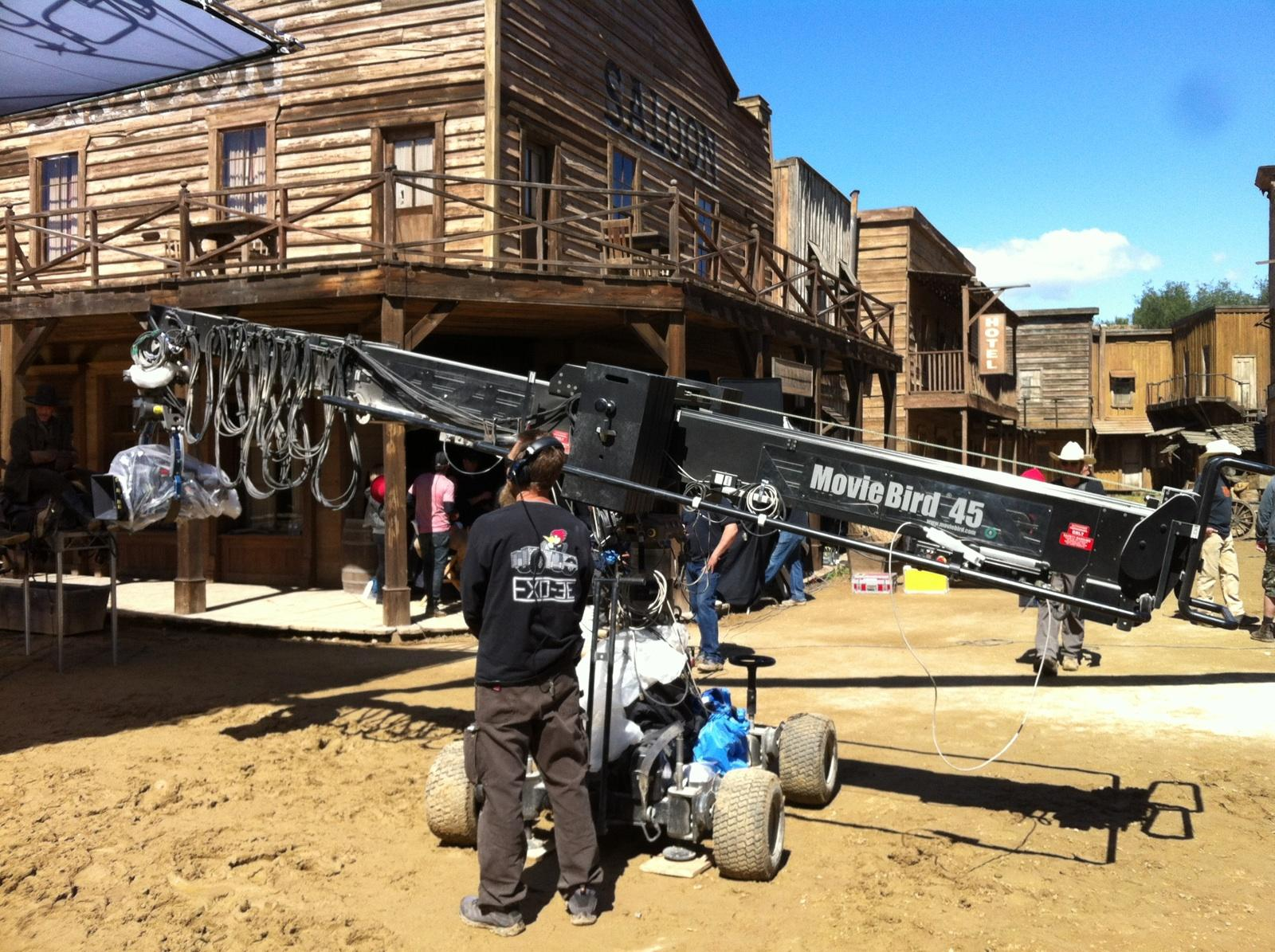
Grue télescopique repliée (peut se déplier au cours de la prise de vues).
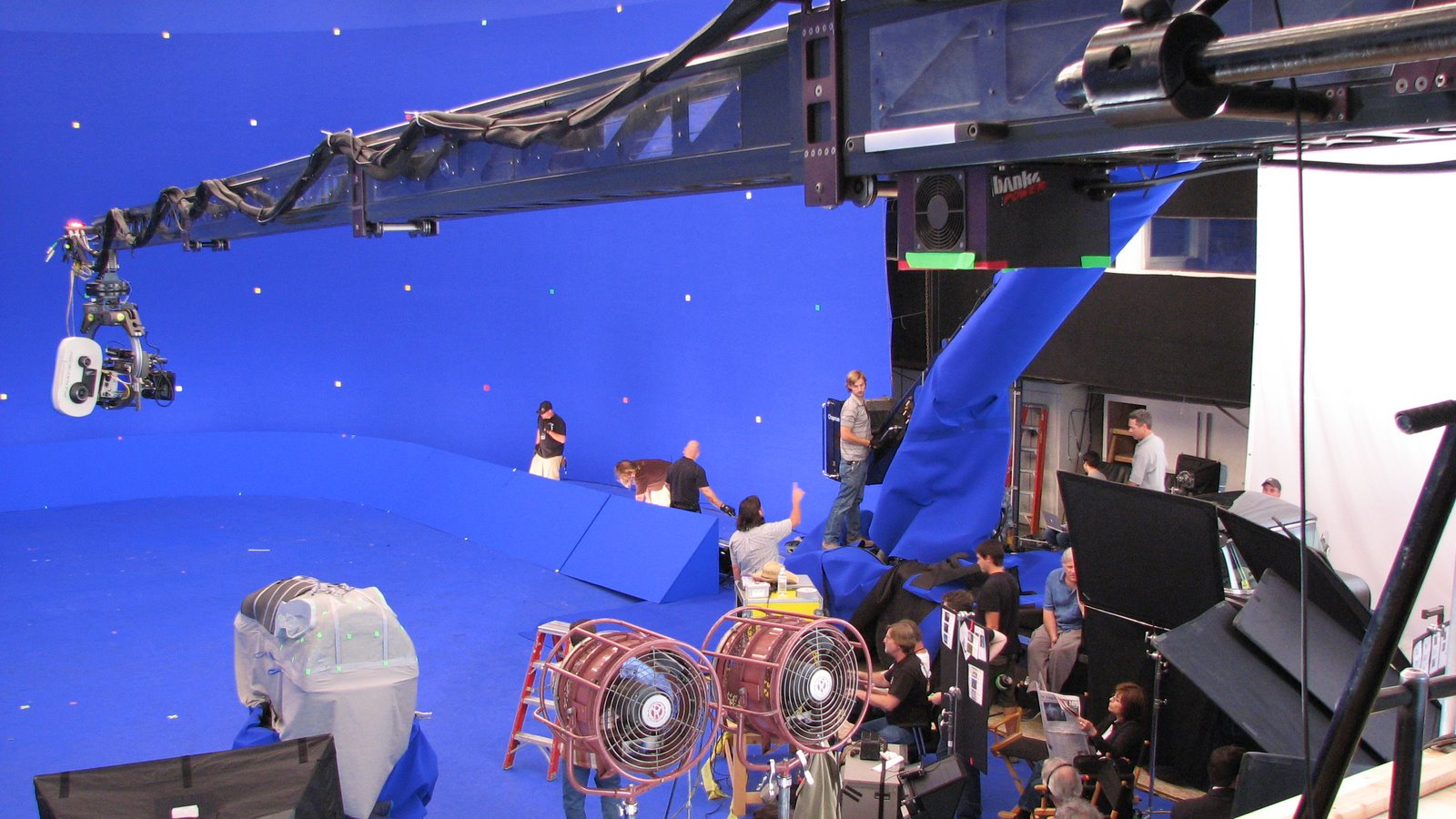
Grue télescopique en extension.

## Grue portable
- Cet article est partiellement ou en totalité issu de l'article intitulé « Plan grue » (voir la liste des auteurs).

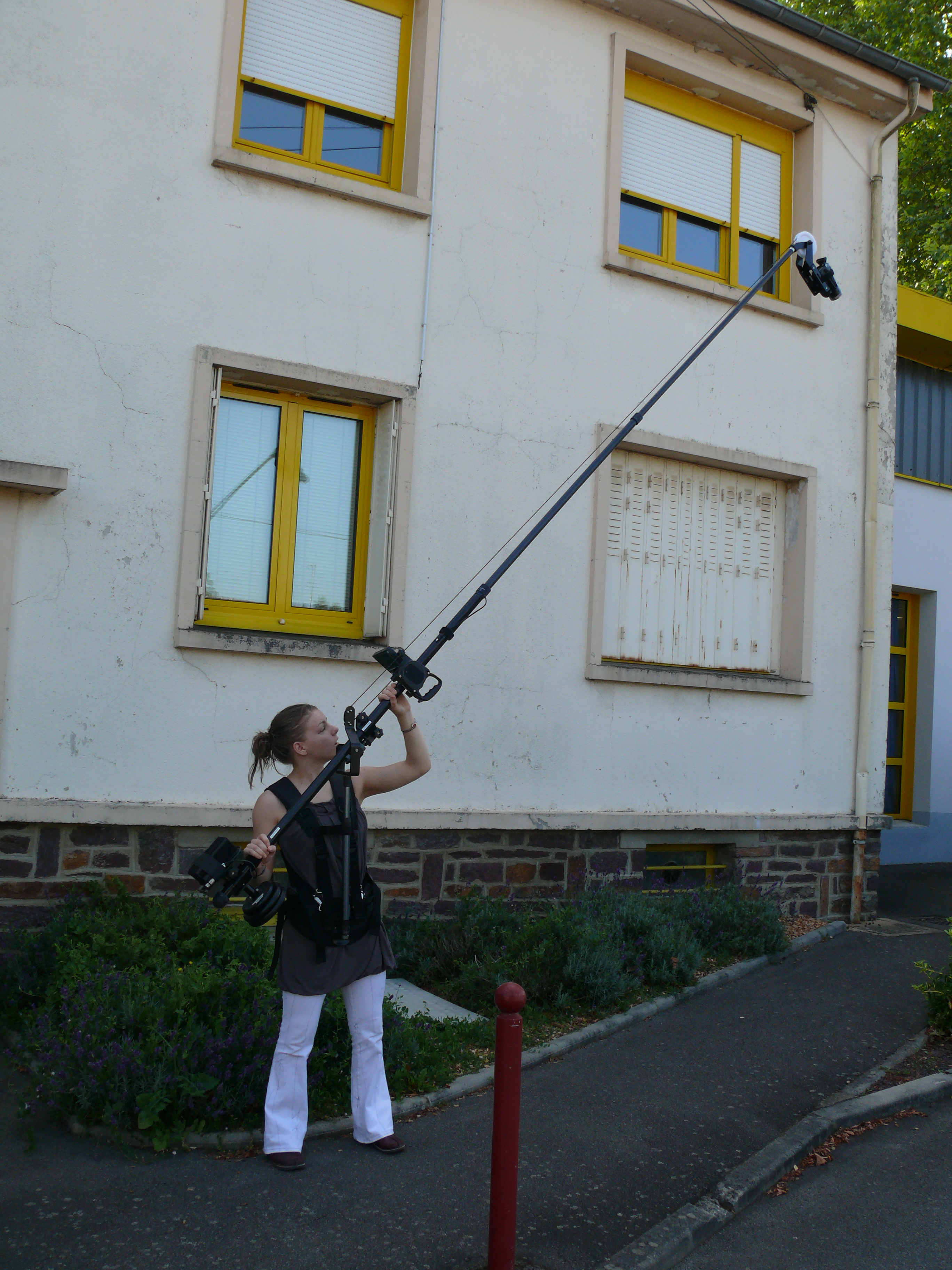
Grue Coolcam

De nombreux modèles plus petits, mais à l’extension plus limitée, sont prévus pour des caméras plus légères et des trajectoires simples.
Avec les caméras très légères est apparu un autre type de grues, les portables. Inspirées des perches microphoniques, les grues Coolcam sont portées par l'opérateur qui peut ainsi se déplacer entre deux prises de vues. Elles ont une longueur de 1,70 m à 5,50 m avec des caméras pouvant peser jusqu'à 3 kg.